# Sergio Armenise
Sergio Armenise (6 maggio 1967) è un lottatore italiano, specializzato nella lotta greco-romana, vincitore di due medaglie di bronzo ai Giochi del Mediterraneo.

## Biografia
Fece parte della spedizione italiana ai Giochi del Mediterraneo di Laodicea 1987 nei 48 kg, vincendo la medaglia di bronzo nel torneo nei -48 kg.
Agli Europei di Aschaffenburg 1991 si classificò al 5º posto. Lo stesso anno rappresentò l'Italia ai Giochi del Mediterraneo di Atene 1991, dove vinse la medaglia di bronzo nel torneo dei -48 kg.
Fu due volte campione italiano nella lotta libera: nel 1990 nei -48 kg e nel 1991 nel -52 kg.

## Palmarès
| Anno | Manifestazione          | Sede          | Evento | Risultato | Note |
| ---- | ----------------------- | ------------- | ------ | --------- | ---- |
| 1987 | Giochi del Mediterraneo | Laodicea      | 48 kg  | Bronzo    |      |
| 1991 | Europei                 | Aschaffenburg | 48 kg  | 5º        |      |
| 1991 | Giochi del Mediterraneo | Atene         | 48 kg  | Bronzo    |      |

## Altre competizioni internazionali
1989
- 9° nei 48 kg al Grand Prix of Germany ( Bonn)

1990
- 5° nei 48 kg all'Acropolis Tournament ( Atene)

1992
- 8° nei 48 kg al Grand Prix of Germany ( Kelheim)